# Sergio Custodio

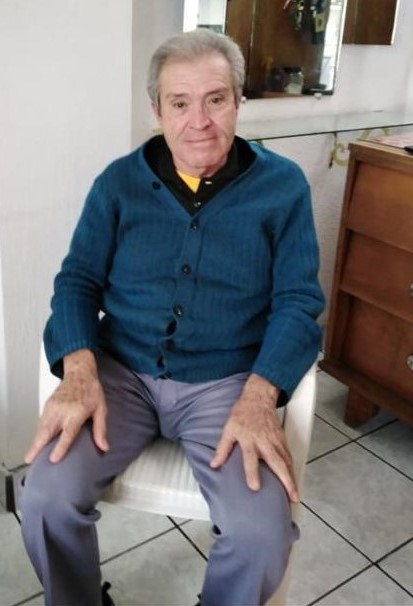
Sergio Custodio

Sergio Alfredo Custodio Contreras (* 7. Januar 1947 in Guatemala-Stadt; † 24. Juli 2020 ebenda) war ein guatemaltekischer Philosoph, Professor und Autor für Philosophie in Guatemala. Zu seinen bekanntesten Werken zählen neben seinen Büchern zur Erkenntnistheorie auch Lehrbücher zur formalen, induktiven und analytischen Logik. Er schrieb viele Werke zur Einführung der Philosophie für Studenten an Gymnasien sowie an Universitäten. Er zeichnet sich besonders durch seine Arbeiten in der Metaphysik aus.

## Biografie
Custodio war der Sohn von Hilda Contreras und Alfredo Custodio, Abkömmling einer Familie italienischer Einwanderer. Er absolvierte seine ersten Studien bei den Salesianern Don Boscos, zu denen er immer eine enge Beziehung pflegte und in deren Seminaren er Philosophiekurse, insbesondere Logik und Metaphysik, unterrichtete.
Nach Abschluss seines Abiturs reiste er nach Chicago, USA, wo er mehrere Jahre lebte und arbeitete. Er diente in der US-Armee während des Vietnamkrieges. Nach dieser Erfahrung entschloss er sich, nach Guatemala zurückzukehren, wo er sein Philosophiestudium an der Fakultät für Geisteswissenschaften der Universität San Carlos begann. Dort wurde er bei Professoren wie José Mata Gavidia und Rodolfo Ortíz Amiel ausgebildet.
Für seine Bachelorarbeit El problema antropológico y Marcuse erhielt er den Cum Laude. Er trat als Professor für Philosophie an die Fakultät für Geisteswissenschaften der Universität ein, wo er etwa 30 Jahre lang arbeitete.
Neben Kursen in Geschichte der Philosophie an der Fakultät für Geisteswissenschaften arbeitete er ebenfalls in Fakultäten für Pharmazie und Ingenieurwissenschaften und unterrichtete Kurse in Logik und Wissenschaftstheorie. Er war auch einer der ersten Professoren, die an der Erweiterung der Fakultät für Geisteswissenschaften, in anderen Städten Guatemalas, arbeitete. Dies führte dazu, dass er an mehreren Universitäten, wie der Mariano-Galvez Universität, Francisco-Morroquín Universität und der Mesoamericana Universität, gearbeitet hatte.
Gleichzeitig unterrichtete er als Professor am Seminar der Salesianer Don Boscos für Theologie und Philosophie, wo er bis zu seinem Tod arbeitete. Er war aktiv auch bei Konferenzen in verschiedenen Institutionen des Landes, wie beispielsweise am Nationalen Institut für Forensische Wissenschaften Guatemalas (Inacif) und dem Ministerio Público (MP). Neben seinen zahlreichen Positionen in Kommissionen und Arbeitsgruppen wurde er 1985 zum Vizepräsidenten am Colegio de Humanidades ernannt.
Er verfasste viele Bücher, die sich mit dem Studium der Logik befassen. Diese Werke stellen verschiedene Übungen in formaler, analytischer und induktiver Logik dar, die sich insbesondere an Studenten der Chemie, der Biologie und der Medizin richten. Sie werden nicht nur an mehreren Universitäten in Guatemala eingesetzt, sondern auch an Hochschulen und Gymnasien. Bis zu seiner Veröffentlichung gab es für Studenten in Guatemala keine Lehrbücher zu diesen Disziplinen.
Er schrieb Lehrbücher über die Erkenntnistheorie, welches die Studierenden didaktisch in die Grundprobleme der Philosophie aus einer historischen Sicht einführen sollen.

## Schaffen
Zum Zeitpunkt seines Todes war das Buch Metafísica de la estructura formal de la posibilidad pura II: el fenómeno de la otredad im Prozess der Veröffentlichung. Es sollte eine Erweiterung und Vertiefung des ersten Bandes seiner metaphysischen Forschung darstellen. In diesem konzentriert er sich auf das metaphysisch-ontische Phänomen der „otredad“ („Andersartigkeit“) in verschiedenen Dimensionen:
1. Als Zeichen, das auf die Struktur der reinen Möglichkeit gerichtet ist, sie als Grundlage zu enthüllen.
2. Die Struktur der Möglichkeit wird als Erklärung für die Begegnung der Möglichkeit und ihrer metaphysischen Komponenten, Gott, Mensch und Kosmos, entdeckt.
3. Die Struktur der reinen Möglichkeit erklärt die Einheit innerhalb der Vielfalt der Komponenten des Phänomens der „Andersartigkeit“.
4. Die Struktur der reinen Möglichkeit ist die metaphysische Grundlage, die in der gesamten Geschichte der Philosophie gesucht wird.
5. Die metaphysische Idee der Struktur der reinen Möglichkeit „eröffnet“ die Möglichkeiten zur weiteren Erforschung der wichtigsten Probleme der Philosophie.

## Schriften (Auswahl)
- Introducción a la lógica. Guatemala, Editorial Oscar de León Palacios, 1986, 2002.
- Fenomenología de la cualidad y la cantidad. Guatemala, Editorial Universitario, 1989
- Historia y problemas de teoría del conocimiento. Guatemala, Editorial Universitaria, 1991.
- La Filosofía una aventura de la humanidad. Guatemala, Editorial Oscar de León Palacios, 2010.
- Nociones de teoría del conocimiento. Guatemala, Editorial Oscar de León Palacios, 2008.
- Principos de inducción y analogía. Guatemala, Editorial Oscar de León Palacios, 2010.
- Fenomenología de la cantidad y la cualidad y de la unidad categorial del ente. Guatemala, Editorial Universitaria, 2012.
- La Metafísica. Guatemala, Editorial Oscar de León Palacios.
- Metafísica de la Estructura formal de la posibilidad, Guatemala, Editorial Oscar de León Palacios. 2013.
- Historia del conocimiento filosófico. Guatemala, Editorial Universitaria, 2017.
- Metafísica de la estructura formal de la posibilidad pura. Guatemala, Editorial Universitaria, 2017.